# Hugues Duboscq
Hugues Duboscq (født 29. august 1981 i Saint-Lô, Frankrig) er en fransk svømmer, der har vundet tre bronzemedaljer i brystsvømning ved OL i henholdsvis Athen i 2004 og Beijing i 2008.
Duboscq har desuden vundet adskillige medaljer i både VM- og EM-sammenhæng, næsten alle i favoritdisciplinen brystsvømning.